# Fergusonina atricornis
Fergusonina atricornis is een vliegensoort uit de familie van de Fergusoninidae. De wetenschappelijke naam van de soort werd voor het eerst geldig gepubliceerd in 1925 door Malloch.